# Addu-nirari
Addu-nirari war ein König von Nuḫašše, einem Kleinkönigreich auf dem Gebiet des heutigen Nordsyrien, der nur kurze Zeit um 1338 v. Chr. regierte. Sein Vorgänger Šarupši hatte gegen seinen Oberherrscher Tušratta von Mitanni auf die hethitische Seite gewechselt. Addu-nirari ließ ihn ermorden und begann zusammen mit Itur-Addu von Mukiš und Aki-Teššup von Nija einen Feldzug gegen die mit dem hethitischen Reich verbündeten Ugariter.  Šuppiluliuma I. nutzte diesen Angriff als rechtlichen Vorwand für die komplette Eroberung Syriens und setzte Takib-šarri als Nachfolgekönig ein.
Addu-nirari ist durch einen ugaritischen Text und den Amarna-Brief EA 51 belegt, mit dem er den ägyptischen König um Unterstützung beim Kampf gegen die Hethiter bittet. Bei dem unbekannten Pharao handelt es sich Wolfgang Helck zufolge wohl um Echnaton, der italienische Historiker Mario Liverani hält Tutanchamun für möglich.